# Donovanosis
Donovanosis of granuloma inguinale is een bacteriële seksueel overdraagbare aandoening die in westerse gebieden eerder zeldzaam voorkomt. Donovanosis kan men herkennen aan zweertjes op de geslachtsdelen. Het wordt veroorzaakt door Klebsiella granulomatis, voorheen bekend als Calymmatobacterium granulomatis.
Deze ziekteverwekker veroorzaakt pijnloze maar bloedende zweren op de geslachtsorganen, de inguinale plooien en het perineum. Deze zweren ontstaan als nodulaire laesies die evolueren in zweren en uiteindelijk, mede door secundaire infecties, aanzienlijke weefselschade kunnen veroorzaken. Wanneer deze ziekte onbehandeld blijft kunnen ernstige systemische symptomen optreden met in zeldzame gevallen de dood tot gevolg. Omdat deze ziekteverwekker te bestrijden is met antibiotica blijven de incidentie en de ernst van de gevallen in ontwikkelde landen meestal beperkt. In tropische regio's kan donovanosis zich presenteren als een ernstige chronische aandoening met mogelijke complicaties als secundaire infecties en lymfe-oedeem. Ook kunnen bepaalde types van carcinoom zich ontwikkelen uit de littekens en laesies.
Overdracht gebeurt vooral via de seksuele route. De besmettelijkheid lijkt eerder beperkt want herhaalde contacten blijken noodzakelijk om tot besmetting te komen. Ook via de fecale route en tijdens de bevalling kunnen overdracht plaatsvinden. De incubatieperiode kan variëren van 1 dag tot één jaar, met een gemiddelde van ongeveer 50 dagen.
De behandeling bestaat uit een zware en langdurige antibioticakuur. Co-trimoxazol of doxycycline zijn aangewezen met ciprofloxacine of erythromycine als alternatieven eventueel gecombineerd met een aminoglycoside. 